# Road to Catharsis Tour 2018
Road to Catharsis Tour 2018 foi a turnê da banda de rock japonesa RADWIMPS para a promoção do single "Catharsist". Iniciada no dia 1 de junho de 2018, a turnê teve curta duração, ocorrendo durante todo o mês de junho, se encerrando em 27 de junho de 2018. Embora curta, a turnê fez muito sucesso e acabou dando origem a um álbum de vídeo, Road to Catharsis Tour 2018 - RADWIMPS LIVE, lançado no dia 12 de dezembro de 2018 simultaneamente com o álbum ANTI ANTI GENERATION.

## A Turnê
Road to Catharsis Tour contou com apenas 11 apresentações em 6 cidades japonesas: Ise, Nagoya, Fukuoka, Saitama, Yokohama e Kobe.

## Datas das apresentações
| Data                | Provincia | País  | Local                     |
| ------------------- | --------- | ----- | ------------------------- |
| 1 de junho de 2018  | Mie       | Japão | Mie Prefectural Sun Arena |
| 6 de junho de 2018  | Aishi     | Japão | Nagoya Nippon NGK Hall    |
| 7 de junho de 2014  | Aishi     | Japão | Nagoya Nippon NGK Hall    |
| 12 de junho de 2018 | Fukuoka   | Japão | Marine Messe Fukuoka      |
| 13 de junho de 2018 | Fukuoka   | Japão | Marine Messe Fukuoka      |
| 16 de junho de 2018 | Saitama   | Japão | Saitama Super Arena       |
| 17 de junho de 2018 | Saitama   | Japão | Saitama Super Arena       |
| 19 de junho de 2018 | Kanagawa  | Japão | Yokohama Arena            |
| 20 de junho de 2018 | Kanagawa  | Japão | Yokohama Arena            |
| 26 de junho de 2018 | Hyogo     | Japão | Kobe World Memorial Hall  |
| 27 de junho de 2018 | Hyogo     | Japão | Kobe World Memorial Hall  |

## Repertório da turnê
| Canção                                                                           | Número de performances |
| -------------------------------------------------------------------------------- | ---------------------- |
| AADAAKOODAA (do álbum Ningen Kaika, 2016)                                        | 11                     |
| Akimatsuri (da trilha sonora de Kimi no Na wa., 2016)                            | 11                     |
| Catharsist (do single Catharsist, 2018)                                          | 11                     |
| Enren (do álbum RADWIMPS 4 ~Okazu no Gohan~, 2006)                               | 11                     |
| HINOMARU (do single Catharsist, 2018)                                            | 11                     |
| Iin desu ka? (do álbum RADWIMPS 4 ~Okazu no Gohan~, 2006)                        | 11                     |
| Kimi to Hitsuji to Ao (do álbum Zettai Zetsumei, 2011)                           | 11                     |
| Masu. (do álbum RADWIMPS 4 ~Okazu no Gohan~, 2006)                               | 11                     |
| One man live (do álbum Arutokoronī no Teiri, 2009)                               | 11                     |
| Oreiro Sukai (do álbum RADWIMPS 2 ~Hatten Tojō~, 2005)                           | 11                     |
| Oshakashama (do álbum Arutokoronī no Teiri, 2009)                                | 11                     |
| Sennō (do single Saihate Ai ni, 2017)                                            | 11                     |
| Sparkle (da trilha sonora de Kimi no Na wa. e do álbum Ningen Kaika, 2016)       | 11                     |
| Toremoro (do álbum RADWIMPS 3 ~Mujintō ni Motte Ikiwasureta Ichimai~, 2006)      | 11                     |
| Yadokari (do single Manifesto, 2010)                                             | 11                     |
| Yayu (do álbum RADWIMPS 3 ~Mujintō ni Motte Ikiwasureta Ichimai~, 2006)          | 11                     |
| Futarigoto (do álbum RADWIMPS 4 ~Okazu no Gohan~, 2006)                          | 10                     |
| Kokuhaku (do álbum Ningen Kaika, 2016)                                           | 7                      |
| Seputenbā-san (do álbum RADWIMPS 3 ~Mujintō ni Motte Ikiwasureta Ichimai~, 2006) | 6                      |
| DADA (do álbum Zettai Zetsumei, 2011)                                            | 5                      |
| Bō Ningen (do álbum Ningen Kaika, 2016)                                          | 4                      |
| Kaishin no Ichigeki (do álbum Batsu to Maru to Tsumi to, 2013)                   | 4                      |
| Shūkan Shōnen Janpu (do álbum Ningen Kaika, 2016)                                | 4                      |
| Yūshinron (do álbum RADWIMPS 4 ~Okazu no Gohan~, 2006)                           | 3                      |
| Tōmei Ningen Jūhachi-gō (do álbum Zettai Zetsumei, 2011)                         | 1                      |
| Moshimo (do álbum RADWIMPS, 2003)                                                | 1                      |